# Fall to Pieces
"Fall to Pieces" je pjesma Avril Lavigne s njezina drugog studijskog albuma Under My Skin iz 2005. Producirali i napisali su je Lavigne i Raine Maidak. Pjesma je objavljena kao peti i završni singl u Europi te četvrti singl u SADu s albuma. Pjesma je dobila puno loših kritika zbog sadržaja teksta. To je bio njen najneuspješniji singl SADu. Videospot za pjesmu je bio otkazan zbog slabe prodaje.

## Uspjeh na top ljestvicama
"Fall to Pieces" nije nikad službeno objavljena u Ujedinjenom Kraljevstvu, ali je debitirila na broju 7 kanadske radijske ljestvice i postala jedna od najuspješnijih njenih pjesma u Kanadi. Lavigne nije promovirila pjesmu, pa se zato nije uspjela plasirati na Billboard Hot 100 ljestvicu, nego samo na Billboard Bubbling Under Hot 100 Singles.

## Formati i popis pjesama

### Američki promotivni CD
1. "Fall to Pieces (albumska verzija)" - 3:28
2. "Suggested Call Out Hook" - 0:10
3. "Fall to Pieces (MP3 pjesma)" - 3:28

### Europski promotivni CD
1. "Fall to Pieces (albumska verzija)" - 3:28

## Top ljestvice
| Top ljestvica (2002)                         | Najviša pozicija |
| -------------------------------------------- | ---------------- |
| Kanada                                       | 7                |
| Rusija                                       | 175              |
| SAD ARC Weekly Top 40                        | 16               |
| SAD Billboard Bubbling Under Hot 100 Singles | 6                |
| SAD Billboard Pop 100                        | 55               |
| SAD Billboard Hot Adult Top 40 Tracks        | 18               |
| SAD Billboard Top 40 Mainstream              | 34               |